# 1963-as Formula–1 világbajnokság
Az 1963-as Formula–1 világbajnokság volt a 14. FIA Formula–1 világbajnoki szezon, amely 1963. május 26-ától december 28-áig tartott. Ezalatt tíz világbajnoki és tizennégy nem világbajnoki futamot rendeztek. Jim Clark, és neki köszönhetően csapata, a Lotus jelentős fölénnyel uralta az egész évadot. Teljesítményükkel szinte egyedül a BRM-nek sikerült felvennie a harcot. Clark hét, Graham Hill kettő, míg John Surtees egy versenyt nyert meg. A világbajnoki cím Jim Clarké lett, aki 73 pontot szerzett, de csak legjobb hat helyezését vették számításba, így a megszerezhető legtöbbel, 54 egységgel nyerte meg a bajnokságot. A konstruktőrök közül a Lotus végzett az élen Clark pontszámával.

## A szezon menete
A BRM és a Lotus felállása nem változott az előző évihez képest. Graham Hill csapattársa továbbra is Richie Ginther, Jim Clarké pedig Trevor Taylor maradt. A Cooper Bruce McLarennel és Tony Maggsszel folytatta, míg a Porsche kivonulása eredményeként Dan Gurney csatlakozott Jack Brabham csapatához, Jo Bonnier pedig Rob Walker versenyzője lett. Miután a Bowmaker megvonta támogatását a Reg Parnell Racingtől, John Surtees elfogadta a Ferrari ajánlatát, hogy a csapatnál versenyezzen Willy Mairesse mellett. Az olaszokat több mérnök és pilótái is elhagyták, akik Carlo Chiti vezetésével, valamint a Phil Hill és Giancarlo Baghetti felállással megalapították az új ATS csapatot. Surtees helyére Parnell a fiatal új-zélandi Chris Amon szerződtette le.
Az 1963-as világbajnokság első futama a monacói nagydíj volt, amelyet a szokásos időben, május végén rendeztek meg. Az időmérő edzésen Jim Clark szerezte meg a pole-pozíciót, de a rajtnál mindkét BRM megelőzte. A második helyről induló Graham Hill vette át a vezetést csapattársa, Richie Ginther előtt. Clark a harmadik pozícióba esett vissza, őt John Surtees, Bruce McLaren és Innes Ireland követte. Az 5. körben Clark elment Ginther mellett, és üldözőbe vette Hillt. Kettejük között éles csata bontakozott ki a 18. körig, amikor Clarknak sikerült átvenni tőle a vezetést. Hill megpróbálta visszavenni tőle a helyet, de Clark fokozatosan meglépett tőle. A következő körben Surtees meg tudta előzni Ginthert, majd az 56. körben Hill mellett is elment, és ezáltal feljött a második pozícióba. Hill ezután ismét harcba szállt elvesztett helyéért, amit hamarosan vissza is szerzett. Nem sokkal később Surtees az olajnyomás csökkenése miatt lelassult. A 78. körben Clark váltója felmondta szolgálatot, és kiállni kényszerült, átadva Hillnek a vezetést és a győzelmet. Ginther második helyével a BRM kettős győzelmet szerzett, míg McLaren harmadikként fejezte be a versenyt a Cooperrel, miután megelőzte a lassú Surteest.

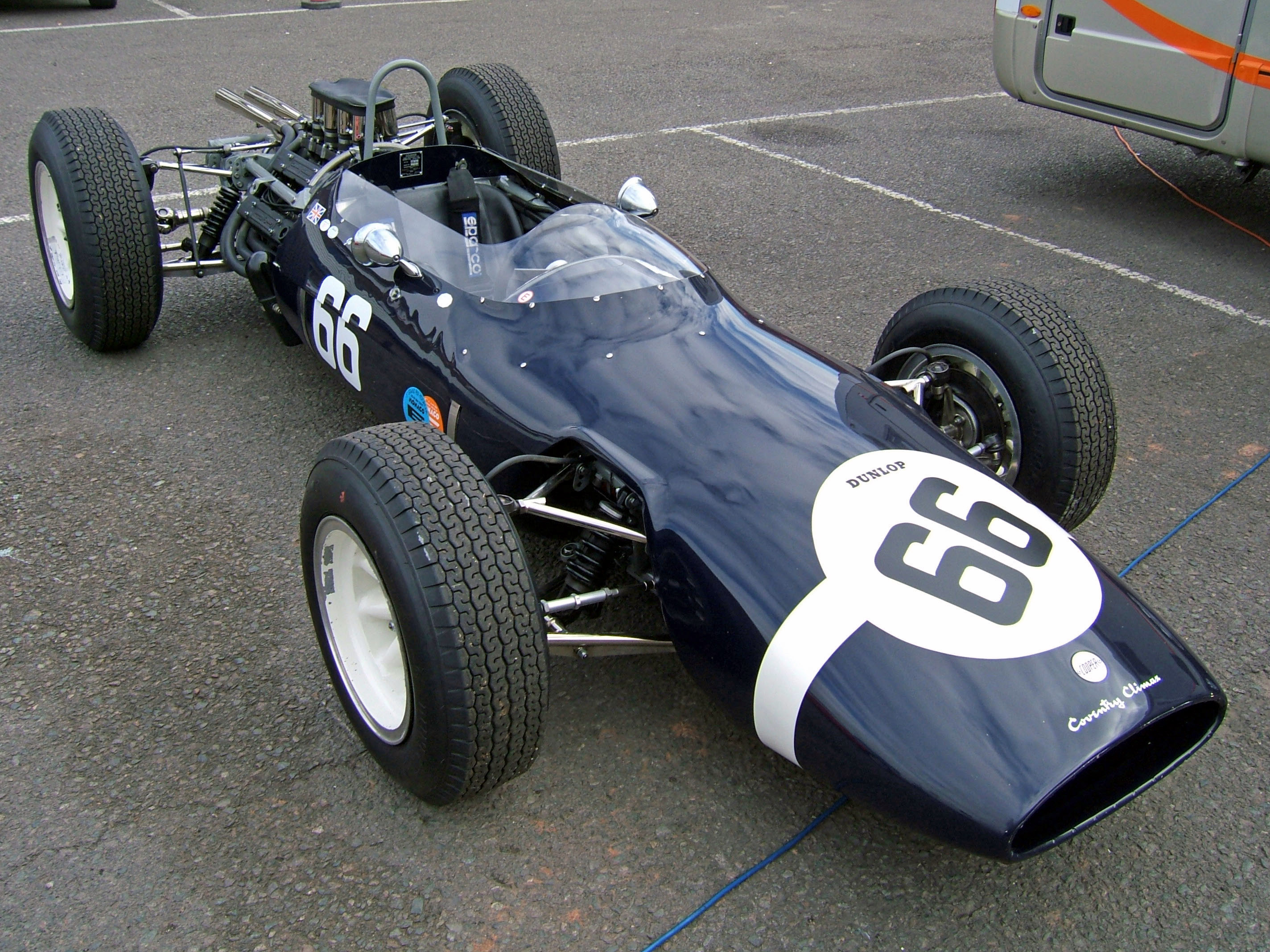
Cooper T66-os

A belga nagydíj első rajtsora Graham Hillé és Dan Gurneyé lett. Clarknak a váltóval akadtak gondjai, ezért csak nyolcadikként végzett az időmérőn. Csapattársa, Trevor Taylor a hátsó felfüggesztés miatt nagyot balesetezett, de szerencsére nem sérült meg. A verseny nedves pályán vette kezdetét, amelyen Clark nagyon jól rajtolt, és az élre állt. A skótot Hill és Gurney követte. Amíg a két élen autózó elhúzott a többiektől, addig Brabham megelőzte Gurneyt, majd Mairesse mellett is elment. A tizedik pozícióból rajtoló Surtees hamarosan feljött a harmadik helyre. Mairesse motorhiba miatt visszaesett, Brabham pedig a 13. körben elektronikai hiba miatt kiállni kényszerült, így Gurney visszavehette harmadik helyét. Surteesnek ezután a befecskendezővel akadt problémája, s végül a 20. körben ő is kiállt. A harmadik Gurney után Ginther, McLaren és Maggs autózott pontszerző helyeken. Nem sokkal később vihar vonult végig a pályán, ami alatt Hillnek a váltó meghibásodása következtében kellett feladnia a versenyt a 18. körben. Ezáltal Gurney előlépett a második helyre, míg Ginther harmadik volt, de Maggs megelőzte. McLaren ekkor az ötödik helyen állt. Miután Maggs a 28. körben kicsúszott, a negyedik McLaren a verseny végéig megelőzte Ginthert, majd Gurneyt is. Jim Clark jelentős, közel ötperces előnnyel győzött Bruce McLaren, Richie Ginther és Dan Gurney előtt. A további pontszerzők Jo Bonnier és Carel Godin de Beaufort lettek.
Két héttel később, a Zandvoortban rendezett holland nagydíjon Clark indulhatott a pole-ból. Mellőle Graham Hill, a második sorból pedig Bruce McLaren és Jack Brabham várhatta a futamot. Az első körökben nem változott az időmérő edzés sorrendje. A rajt után a skót megőrizte vezető helyét, csakúgy mint Hill, McLaren és Brabham is a saját pozíciójukat. Az új-zélandi korai kiesése után Brabham feljött a harmadik helyre, majd megelőzte Hillt. Kettejük, illetve a mögöttük autózó Surtees és Gurney között is csatározás folyt a jobb pozícióért. Miután Brabham váltóhiba miatt kiesett, Hill visszavette a korábban elvesztett második helyet, ám később az autó túlmelegedése miatt ki kellett állnia a boxba. Ezalatt Surtees és Gurney elékerült, de a 63. körben Surtees hibázott, így Gurney megelőzte. Hill visszaküzdötte magát, de még mielőtt sikerült volna megelőznie Gurneyt, a 70. körben motorhiba következtében feladni kényszerült a versenyt. Clark után a teljes mezőny körhátrányban ért célba. Gurney második, Surtees harmadik lett. Rajtuk kívül Innes Ireland, Richie Ginther és Ludovico Scarfiotti szerzett pontot. Az olasz élete első Formula–1-es nagydíját teljesítette, miután egy héttel korábban Lorenzo Bandinivel megnyerte a Le Mans-i 24 órás versenyt egy Ferrarival.
A reimsi francia nagydíjon ismét Jim Clark szerezte meg az első rajtkockát. Mögötte Graham Hill végzett az új BRM 61-essel, aki után Dan Gurney, John Surtees és Jack Brabham volt a leggyorsabb az időmérőn. A Ferrari pilótája, Ludovico Scarfiotti balesetet szenvedett az edzésen, és megsérült a térde, így nem tudott résztvenni a versenyen. A nagydíj meglehetősen furcsa módon kezdődött el, mivel a szervezők piros zászlóval indították el a versenyt. Ez a jelzés hivatalosan a futam megszakítását jelzi. Emellett Hill kiugrott a rajtnál, amiért később egyperces büntetéssel sújtották, ezért jelentős hátrányba került. Clark után Richie Ginther állt a második helyen, de az 5. körben egy kő kilyukasztotta az autó hűtőjét, így kiállni kényszerült. Ekkor Brabham vette át versenypozícióját, miután kemény harcot vívott Trevor Taylorral, aki a 42. körben váltóhiba miatt kiállt. Az élen autózó skót Climax-motorja néha nem működött tökéletesen, ezért Brabham valamennyire fel tudott zárkózni rá, de az ő motorjánál is hiba lépett fel, és visszaesett. Ezáltal Hill előlépett a második helyre, ám nála a kuplunggal akadtak problémái, aminek következtében az utolsó előtti körben a dél-afrikai Tony Maggs megelőzte. Clark több mint egyperces előnnyel nyert, Hillnek pedig csak a dobogó legalsó foka jutott. Később az a döntés született, hogy rajtkiugrása miatt a brit nem kap pontot, habár helyezését megtarthatja. Brabham negyedikként fejezte be a versenyt, rajta kívül még Gurney és Jo Siffert ért el pontszerző helyet.

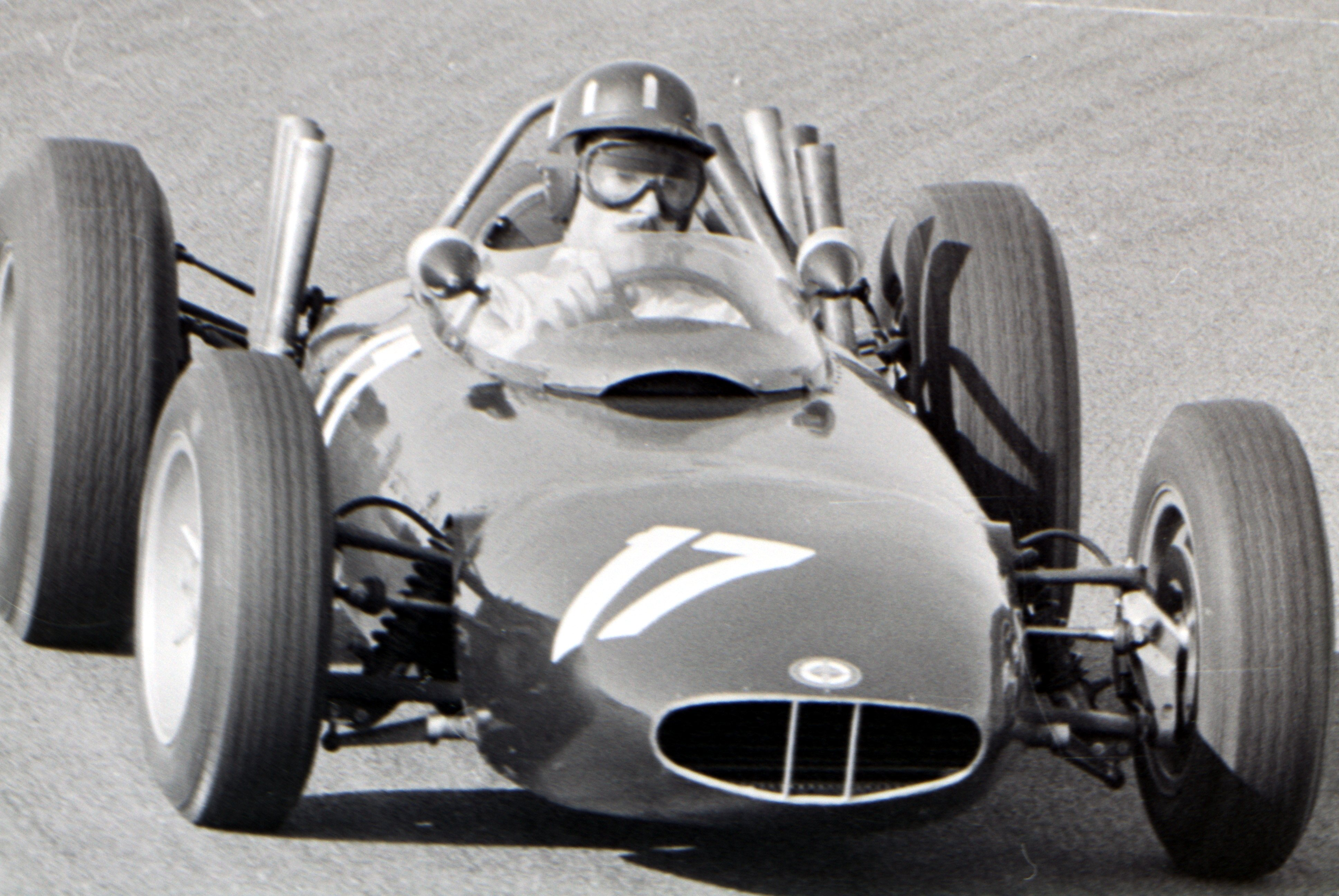
Graham Hill a BRM-mel

Két év után a Formula–1 visszatért Aintree-ből Silverstone-ba, ahol senkinek sem okozott meglepetést, hogy Jim Clark az első helyre kvalifikálta magát. A 4-3-4 elhelyezésű rajtrácson a skót mellől Dan Gurney, Graham Hill és Jack Brabham indulhatott. A második sorból John Surtees, Bruce McLaren és Tony Maggs várhatta a futamot. Clark a rajt után nem tudott az élre állni, hiszen többen is megelőzték, így Brabham vezette a mezőnyt Gurney, McLaren, Hill és Clark előtt. A skót versenyzőnek a 4. körben sikerült visszavenni a vezetést. McLaren a 7. körben motorhiba miatt kiállt, majd Gurney megelőzte Brabhamot a második pozícióért, nem sokkal később pedig Brabham motorja elfüstölt, így számára is véget ért a brit nagydíj. Hill így előléphetett a harmadik helyre, akit Surtees hamarosan elkezdett támadni. Az 59. körben Gurneynek szintén motorhiba miatt kellett kiállnia, s ezáltal Clark majdnem egy perccel autózott az élen. Az utolsó körben Hillnek annyira takarékoskodnia kellett a fogytán lévő üzemanyaggal, hogy Surtees megelőzte, így őt intették le másodikként.
A Nürburgringen Clark ismét uralta az időmérőt, bár Surtees közel került hozzá. Az első sor a BRM-motorral, de a Scuderia Centro Sud magáncsapat színeiben induló Lorenzo Bandinivel egészült ki, aki a gyári alakulat versenyzőjénél, Graham Hillnél is gyorsabb volt. A második sort Bruce McLaren, Richie Ginther és Willy Mairesse szerezte meg. Innes Ireland az időmérő előtti edzésen balesetezett BRP-BRM autójával, és csak a tizenegyedik pozícióból kezdhette meg a futamot. A rajt után Clark az élre állt, de még az első körben hiba történt a motorral. Ginther átvette tőle a vezetést, Surtees pedig feljött a második helyre. A 2. körben Ginther BRM-jének meghibásodott a váltója, s visszaesett Surtees, Clark, Hill és McLaren mögé. Ugyanebben a körben Mairesse nagyot karambolozott a Flugplatznál, ami egy mentős életébe került, ő maga pedig komoly karsérülést szenvedett, ami Formula–1-es pályafutásának a végét jelentette. Egy körrel később McLaren ugyanott karambolozott, miután elvesztette uralmát a kormány felett. A hatalmas ütközéstől megsérült a térde. Graham Hill váltóhiba miatt kiállni kényszerült. Bár Clark folytatta a harcot a vezetésért Surteesszel, a Lotus gyújtása fokozatosan kihagyott, és a skót elkezdett visszaesni. Ennek következtében Ginther a harmadik, míg Tony Maggs a negyedik helyre lépett előre. Mivel a Cooper pilótája motorhibával küszködött, és hátraesett, ezért Jo Siffert vette át a negyedik pozíciót, amíg a differenciálmű meghibásodása miatt kiállni nem kényszerült. Tőle Gerhard Mitter örökölte meg a negyedik helyet egy régi Porschéval. Surtees megnyerte a versenyt, két év után megszerezve a Ferrari első győzelmét.

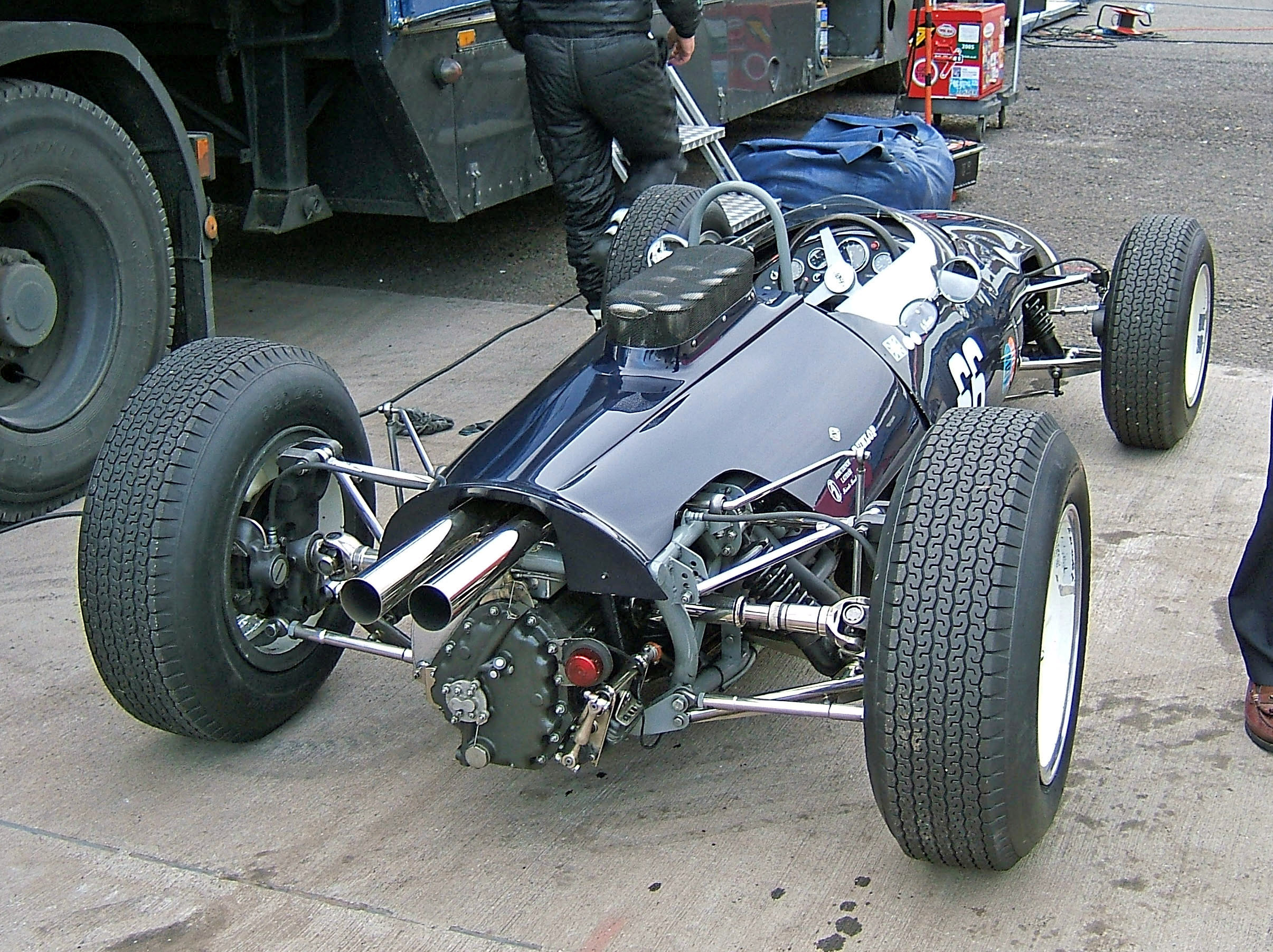
A Cooper T66-os hátulról

Úgy tervezték, hogy az olasz nagydíjon az ovál pályát is belekombinálják a monzai versenybe, de pénteken délután úgy döntöttek, hogy biztonsági okokból tanácsosabb lenne mégiscsak a rövidebb pályán megrendezni a futamot. A verseny előtt néhány változás történt a pilóták körében. A Ferrari Lorenzo Bandinivel helyettesítette a Nürburgringen megsérült Willy Mairesse-t, aki helyére Tino Brambillát ültették a Scuderia Centro Sudnál. A Lotus színeiben versenyző Trevor Taylor látványos balesetet szenvedett a világbajnokság keretein kívül megrendezett ennai Földközi-tengeri Nagydíjon, és mivel a csapat tartalékpilótája, Peter Arundell egy másik versenyen indult, így az alakulat Mike Spence-t tette meg Clark csapattársául. Az időmérőn Chris Amon látványos balesetet szenvedett, aminek következtében súlyos sérüléseket szenvedett. John Surtees szerezte meg a pole-pozíciót új Ferrarijával, mellőle Graham Hill indulhatott az első sorból. Clark és Richie Ginther a harmadik, illetve a negyedik rajtkockából kezdhette meg a futamot.
Clark és Hill egymás mellett haladva kezdték meg a futamot. Az első kör végére Hill a skót elé került, de Sutrees és a harmadik helyre visszaeső Clark folyamatosan támadta. A 4. körben Surtees vette át a vezetést, Clark pedig feljött a második pozícióba. Mindketten előnyt szereztek Hill-lel szemben, de Surtees versenye a 17. körben a motor meghibásodása miatt véget ért. Clark kissé visszaesett, s Hill és Dan Gurney mellett izgalmas csatát folytatott az élen. Hillnek azonban gondja akadt a kuplunggal, ezért kénytelen volt kiszállni a vezető helyért zajló küzdelemből. Amikor az amerikai az üzemanyagrendszer meghibásodása miatt a 65. körben kiállt, Clark visszavehetett a tempóból, ami azt eredményezte, hogy Ginther visszavehette tőle a körét, és több mint másfél perc hátrányban másodikként haladt át a célvonalon. A dobogó legalsó fokára a cooperes Bruce McLaren állhatott fel, miután Jack Brabhamnek, Jo Bonniernek és Innes Irelandnak is gondjai akadtak az autójukkal az utolsó körökben. Annak ellenére, hogy nem fejezte be a versenyt, Irelandot a negyedik, Brabhamet az ötödik, Tony Maggst pedig a hatodik helyen klasszifikálták.
A mezőny úgy érkezett Watkins Glenbe, hogy a világbajnoki cím sorsa már eldőlt. A Lotus külön autójával itt debütált Pedro Rodríguez. Chris Amon a Monzában elszenvedett balesete miatt még nem tért vissza, helyét Masten Gregory vette át. Az időmérő edzés eredményeként Graham Hill indulhatott a pole-ból, mellőle pedig Jim Clark. A második sorból John Surtees és Richie Ginther, míg a harmadikból Jack Brabham, illetve Dan Gurney kezdhetett neki a versenynek. A felvezető körön Clark autójának akkumulátora meghibásodott, és mire a szerelők kicserélték, addigra a mezőnyben utolsó helyen autózóhoz képest is kétkörös hátrányba került. A rajt után Hill vezetett csapattársa, Richie Ginther, Surtees és Gurney előtt. Surtees először megelőzte Ginthert, majd a 7. körben átvette Hilltől a vezetést. Ezután Gurney feljött a második pozícióba, de Hill nem sokkal később visszaelőzte. A 15. körben Clark már a tizennegyedik volt, de a motorja még mindig nem működött tökéletesen. A 30. körben Hill üldözőbe vette Surteest, majd két körrel később, egy forduló erejéig újra az élre állt. Ezt követően rövid ideig Surtees, majd ismét Hill került előrébb, míg végül a 36. körtől kezdve Surteesnak sikerült tartósan mégőriznie vezető pozícióját. Gurney a 43. körben műszaki hiba miatt kiesett a harmadik helyről. Hill autójának stabilizátora eltörött, így a BRM alulkormányzottá vált, s a brit csak nehezen tudott kanyarodni vele. A 82. körben Surtees motorja elvesztette erejét, így kénytelen volt átengedni a vezetést Hillnek. Miután csapattársa, Richie Ginther másodikként ért célba, a BRM kettős győzelmet ünnepelhetett. A verseny elején a mezőny végére visszaeső Clark harmadik, Jack Brabham negyedik, Lorenzo Bandini ötödik, míg Carel Godin de Beaufort hatodik lett.

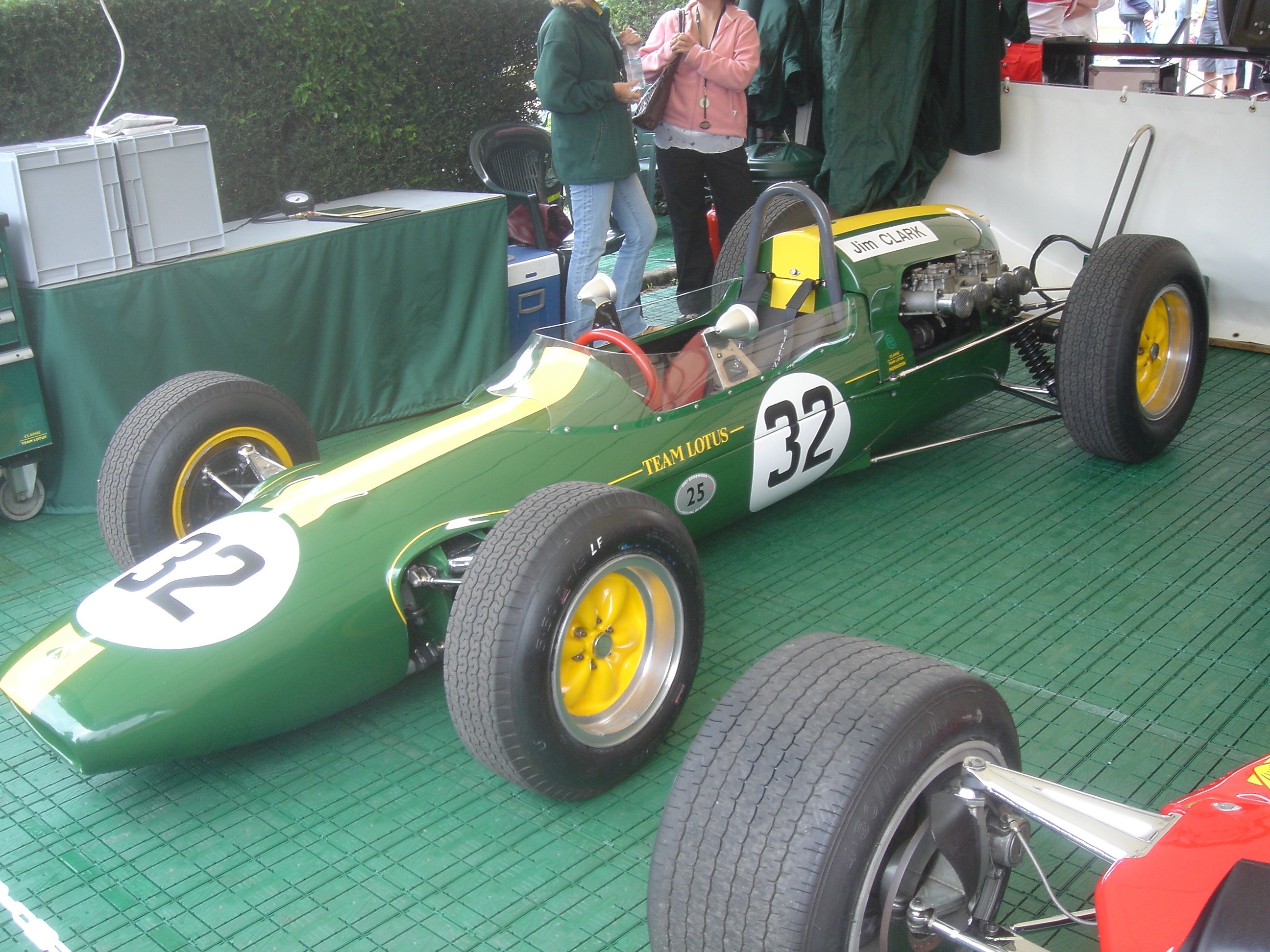
Clark Lotus 25-öse

Három héttel később először rendezték meg a mexikói nagydíjat, amelynek a Magdalena Mixhuca versenypálya (a mai Autódromo Hermanos Rodríguez akkori elnevezése) adott otthont. Egy évvel korábban ugyan már ellátogatott a Formula–1-es mezőny a pályára, de a futam nem számított bele a világbajnoki pontversenybe. A pole-t Jim Clark szerezte meg John Surtees, Graham Hill és Dan Gurney előtt. A versenyen végig Clark vezetett, aki több mint másfél perc előnnyel nyert Jack Brabham előtt. Az ausztrál a 10. helyről előbb a negyedik pozícióba kapaszkodott fel, majd a futam vége felé megelőzte Richie Ginthert és Hillt is, aki váltóprobléma miatt lelassult. Jo Bonnier ötödik, az üzemanyag-ellátással küszködő Gurney hatodik lett. Surteest kizárták, mert egyik boxkiállása után hamarabb indult el. Clark hatodik győzelmét könyvelhette el az évben, kiegyenlítve Juan Manuel Fangio 1954-ben beállított rekordját.
A szezonzáró dél-afrikai nagydíj időmérőjén Clarké lett az első rajtkocka, mögötte a két Brabham végzett Brabham-Gurney sorrendben. A rajtnál Brabham állt az élre, de Clarknak és a negyedik helyről induló Surteesnek köszönhetően gyorsan visszaesett a harmadik pozícióba. Trevor Taylor jó rajtot kapott el, aki a negyedik helyre ért fel. A britet Gurney és Brabham követte. A két Brabham hamar megelőzte a Lotust, ezután pedig Surteesen próbáltak túllépni. Ekkor Clark már hét másodperccel vezetett. Jack Brabham ezután hátracsúszott, miután motorja elvesztette erejét. Az ausztrált Surtees és Hill is megelőzte. (Taylor korábban megcsúszott, és visszaesett a mezőny végére.) Surtees a 44. körben motorhiba miatt kiállni kényszerült, így Hill harmadik lett. Ginther lett volna a negyedik, de a váltó meghibásodása miatt neki is fel kellett adnia a versenyt. Brabham a futam vége felé, a 71. körben megcsúszott, és már nem tudott visszakapcsolódni a küzdelembe. Mindezek következtében Bruce McLaren végzett a negyedik helyen a Cooper-Climaxszal. Bandini ötödik, Jo Bonnier pedig hatodik lett, két kör hátrányban.
A pilóták bajnokságát hatalmas fölénnyel Jim Clark nyerte meg Graham Hill és Richie Ginther előtt, míg a konstruktőrök között csapata, a Team Lotus végzett az első helyen, megelőzve a BRM-et és a Brabhamet.

## Futamok
| #   | Verseny             | Időpont       | Helyszín          | Pályarajz | Győztes versenyző | Csapat/Motor | Összefoglaló |
| --- | ------------------- | ------------- | ----------------- | --------- | ----------------- | ------------ | ------------ |
| 112 | monacói nagydíj     | Május 26.     | Monaco            |           | Graham Hill       | BRM          | Összefoglaló |
| 113 | belga nagydíj       | Június 9.     | Spa-Francorchamps |           | Jim Clark         | Lotus-Climax | Összefoglaló |
| 114 | holland nagydíj     | Június 23.    | Zandvoort         |           | Jim Clark         | Lotus-Climax | Összefoglaló |
| 115 | francia nagydíj     | Június 30.    | Reims-Gueux       |           | Jim Clark         | Lotus-Climax | Összefoglaló |
| 116 | brit nagydíj        | Július 20.    | Silverstone       |           | Jim Clark         | Lotus-Climax | Összefoglaló |
| 117 | német nagydíj       | Augusztus 4.  | Nürburgring       |           | John Surtees      | Ferrari      | Összefoglaló |
| 118 | olasz nagydíj       | Szeptember 8. | Monza             |           | Jim Clark         | Lotus-Climax | Összefoglaló |
| 119 | amerikai nagydíj    | Október 6.    | Watkins Glen      |           | Graham Hill       | BRM          | Összefoglaló |
| 120 | mexikói nagydíj     | Október 27.   | Mexikóváros       |           | Jim Clark         | Lotus-Climax | Összefoglaló |
| 121 | dél-afrikai nagydíj | December 28.  | East London       |           | Jim Clark         | Lotus-Climax | Összefoglaló |

## A bajnokság végeredménye

### Pontozási rendszer
| Helyezés | 1. | 2. | 3. | 4. | 5. | 6. | 7.-20. |
| -------- | -- | -- | -- | -- | -- | -- | ------ |
| Pont     | 9  | 6  | 4  | 3  | 2  | 1  | 0      |

### Versenyzők
| Helyezés | Versenyző               | MON | BEL | NED | FRA | GBR | GER | ITA | USA | MEX | RSA | Pont    |
| -------- | ----------------------- | --- | --- | --- | --- | --- | --- | --- | --- | --- | --- | ------- |
| 1        | Jim Clark               | 8   | 1   | 1   | 1   | 1   | 2   | 1   | 3   | 1   | 1   | 54 (73) |
| 2        | Graham Hill             | 1   | Ki  | Ki  | 3   | 3   | Ki  | 16  | 1   | 4   | 3   | 29      |
| 3        | Richie Ginther          | 2   | 4   | 5   | Ki  | 4   | 3   | 2   | 2   | 3   | Ki  | 29 (34) |
| 4        | John Surtees            | 4   | Ki  | 3   | Ki  | 2   | 1   | Ki  | 9   | Kiz | Ki  | 22      |
| 5        | Dan Gurney              | Ki  | 3   | 2   | 5   | Ki  | Ki  | 14  | Ki  | 6   | 2   | 19      |
| 6        | Bruce McLaren           | 3   | 2   | Ki  | 12  | Ki  | Ki  | 3   | 11  | Ki  | 4   | 17      |
| 7        | Jack Brabham            | 9   | Ki  | Ki  | 4   | Ki  | 7   | 5   | 4   | 2   | 13  | 14      |
| 8        | Tony Maggs              | 5   | 7   | Ki  | 2   | 9   | Ki  | 6   | Ki  | Ki  | 7   | 9       |
| 9        | Innes Ireland           | Ki  | Ki  | 4   | 9   | Ki  | Ki  | 4   |     |     |     | 6       |
| 10       | Lorenzo Bandini         |     |     |     | 10  | 5   | Ki  | Ki  | 5   | Ki  | 5   | 6       |
| 11       | Jo Bonnier              | 7   | 5   | 11  | HN  | Ki  | 6   | 7   | 8   | 5   | 6   | 6       |
| 12       | Gerhard Mitter          |     |     | Ki  |     |     | 4   |     |     |     |     | 3       |
| 13       | Jim Hall                | Ki  | Ki  | 8   | 11  | 6   | 5   | 8   | 10  | 8   |     | 3       |
| 14       | Carel Godin de Beaufort |     | 6   | 9   |     | 10  | Ki  | NK  | 6   | 10  | 10  | 2       |
| 15       | Jo Siffert              | Ki  | Ki  | 7   | 6   | Ki  | 9   | Ki  | Ki  | 9   |     | 1       |
| 16       | Trevor Taylor           | 6   | Ki  | 10  | 13  | Ki  | 8   |     | Ki  | Ki  | 8   | 1       |
| 17       | Ludovico Scarfiotti     |     |     | 6   | NI  |     |     |     |     |     |     | 1       |
| 18       | Chris Amon              | NI  | Ki  | Ki  | 7   | 7   | Ki  | NI  |     | Ki  |     | 0       |
| 19       | Hap Sharp               |     |     |     |     |     |     |     | Ki  | 7   |     | 0       |
| 20       | Peter Broeker           |     |     |     |     |     |     |     | 7   |     |     | 0       |
| 21       | Maurice Trintignant     | Ki  |     |     | 8   |     |     | 9   |     |     |     | 0       |
| 22       | Mike Hailwood           |     |     |     |     | 8   |     | 10  |     |     |     | 0       |
| 23       | Tony Settember          |     | 8   |     | Ki  | Ki  | Ki  | NK  |     |     |     | 0       |
| 24       | John Love               |     |     |     |     |     |     |     |     |     | 9   | 0       |
| 25       | Bernard Collomb         | NK  |     |     |     |     | 10  |     |     |     |     | 0       |
| 26       | Phil Hill               |     | Ki  | Ki  | HN  |     |     | 11  | Ki  | Ki  |     | 0       |
| 27       | Masten Gregory          |     |     |     | Ki  | 11  |     | Ki  | Ki  | Ki  |     | 0       |
| 28       | Moises Solana           |     |     |     |     |     |     |     |     | 11  |     | 0       |
| 29       | Doug Serrurier          |     |     |     |     |     |     |     |     |     | 11  | 0       |
| 30       | Bob Anderson            |     |     |     |     | 12  |     | 12  |     |     |     | 0       |
| 31       | Trevor Blokdyk          |     |     |     |     |     |     |     |     |     | 12  | 0       |
| 32       | John Campbell-Jones     |     |     |     |     | 13  |     |     |     |     |     | 0       |
| 33       | Mike Spence             |     |     |     |     |     |     | 13  |     |     |     | 0       |
| 34       | Brausch Niemann         |     |     |     |     |     |     |     |     |     | 14  | 0       |
| 35       | Giancarlo Baghetti      |     | Ki  | Ki  |     |     |     | 15  | Ki  | Ki  |     | 0       |
| —        | Willy Mairesse          | Ki  | Ki  |     |     |     | Ki  |     |     |     |     | 0       |
| —        | Ian Burgess             |     |     |     |     | Ki  | Ki  |     |     |     |     | 0       |
| —        | Pedro Rodríguez         |     |     |     |     |     |     |     | Ki  | Ki  |     | 0       |
| —        | Ian Raby                |     |     |     |     | Ki  | NK  | NK  |     |     |     | 0       |
| —        | Lucien Bianchi          |     | Ki  |     |     |     |     |     |     |     |     | 0       |
| —        | Mário de Araújo Cabral  |     |     |     |     |     | Ki  | NI  |     |     |     | 0       |
| —        | Rodger Ward             |     |     |     |     |     |     |     | Ki  |     |     | 0       |
| —        | Peter de Klerk          |     |     |     |     |     |     |     |     |     | Ki  | 0       |
| —        | Sam Tingle              |     |     |     |     |     |     |     |     |     | Ki  | 0       |
| —        | Ernie Pieterse          |     |     |     |     |     |     |     |     |     | Ki  | 0       |
| —        | David Prophet           |     |     |     |     |     |     |     |     |     | Ki  | 0       |
| —        | André Pilette           |     |     |     |     |     | NK  | NK  |     |     |     | 0       |
| —        | Tim Parnell             |     |     |     |     |     | NK  |     |     |     |     | 0       |
| —        | Kurt Kuhnke             |     |     |     |     |     | NK  |     |     |     |     | 0       |
| —        | Roberto Lippi           |     |     |     |     |     |     | NK  |     |     |     | 0       |
| —        | Ernesto Brambilla       |     |     |     |     |     |     | NK  |     |     |     | 0       |
| —        | Frank Dochnal           |     |     |     |     |     |     |     |     | NK  |     | 0       |
| Helyezés | Versenyző               | MON | BEL | NED | FRA | GBR | GER | ITA | USA | MEX | RSA | Pont    |

### Konstruktőrök
| Helyezés | Konstruktőr       | Gumi | Győzelem | Dobogós hely | Első rh | Leggy. kör | Pont    |
| -------- | ----------------- | ---- | -------- | ------------ | ------- | ---------- | ------- |
| 1        | Lotus-Climax      | D    | 7        | 9            | 7       | 6          | 54 (74) |
| 2        | BRM               | D    | 2        | 10           | 2       | 0          | 36 (45) |
| 3        | Brabham-Climax    | D    | 0        | 4            | 0       | 1          | 28 (30) |
| 4        | Ferrari           | D    | 1        | 3            | 1       | 3          | 26      |
| 5        | Cooper-Climax     | D    | 0        | 4            | 0       | 0          | 25 (26) |
| 6        | BRP-BRM           | D    | 0        | 0            | 0       | 0          | 6       |
| 7        | Porsche           | D    | 0        | 0            | 0       | 0          | 5       |
| 8        | Lotus-BRM         | D    | 0        | 0            | 0       | 0          | 4       |
| —        | Stebro-Ford       | D    | 0        | 0            | 0       | 0          | 0       |
| —        | Scirocco-BRM      | D    | 0        | 0            | 0       | 0          | 0       |
| —        | Alfa Romeo        | D    | 0        | 0            | 0       | 0          | 0       |
| —        | Lotus-Borgward    | D    | 0        | 0            | 0       | 0          | 0       |
| —        | Lola-Climax       | D    | 0        | 0            | 0       | 0          | 0       |
| —        | LDS-Alfa Romeo    | D    | 0        | 0            | 0       | 0          | 0       |
| —        | Gilby-BRM         | D    | 0        | 0            | 0       | 0          | 0       |
| —        | De Tomaso-Ferrari | D    | 0        | 0            | 0       | 0          | 0       |
| —        | Cooper-Maserati   | D    | 0        | 0            | 0       | 0          | 0       |
| —        | ATS               | D    | 0        | 0            | 0       | 0          | 0       |
| —        | Lotus-Ford        | D    | 0        | 0            | 0       | 0          | 0       |